# Eurykrates
Eurykrates nebo Eurykratés (starořecky Εὐρυκράτης) z královského rodu Agiovců byl král Sparty přibližně mezi lety 665 před Kr. a 640 před Kr.
Eurykrates byl podle seznamů antických historiků jedenáctým králem Sparty královského rodu Agiovců. Vládl přibližně v polovině sedmého století před Kr. Starší záznamy o králích z tohoto období Sparty jsou velmi strohé. Herodotos se ve své knize Historie zmiňuje jen o tom, že kdo byl jeho předchůdcem a následníkem.
O něco více informací podává kniha Popis Řecka od Pausania žijícího v druhém století. Pausanias píše, že Eurykratův otec Polydóros se svým spolukrálem Theopompem veleli vojsku Sparty v první messénské válce a tuto válku i vítězně ukončili. Obyvatele Messénie si pak Sparťané podrobili. Po první messénské válce, již během panování Eurykrata, Sparta prožívala období relativního klidu a míru (což by byla v dějinách Sparty skutečnost nevídaná, vzhledem k tomu, jak dlouho vládl). Vzpouře v Messénii (druhá messénska válka) musel čelit až jeho syn a následník Anaxandros.